# 羽根町 (瀬戸市)
羽根町（はねちょう）は、愛知県瀬戸市菱野連区の町名。丁番を持たない単独町名である。

## 地理
- 瀬戸市の南西部に位置する[8]。西を西脇町、北を福元町・幡山町、東を新田町、南を幡中町・南菱野町と隣接している[8]。
- 北部は水田地帯、南部は標高90〜100mの丘陵地帯に続く[8]。
- 旧羽根島集落に庚申堂がたち、一帯は菱野城址[8]。

### 河川
- 矢田川（山口川）[8] ： 町の北端、幡山町・福元町との町境を西流している。

- 矢田川（羽根町・福元町境）

### 学区
市立小・中学校に通う場合、学区は以下の通りとなる。また、公立高等学校普通科に通う場合の学区は以下の通りとなる。
| 番・番地等 | 小学校               | 中学校             | 高等学校 |
| ---------- | -------------------- | ------------------ | -------- |
| 全域       | 瀬戸市立幡山西小学校 | 瀬戸市立幡山中学校 | 尾張学区 |

## 歴史

### 町名の由来
昔、この地は菱野村6島の一つで、古くから羽根村と呼ばれていた。町名設定の際、羽根島の名を存続しようということで羽根町と名付けられたといわれる。

### 沿革
- 1979年（昭和54年）12月1日 - 瀬戸市大字菱野字福古・城下・西脇・前田・羽根島・諸砂・新田・山之神・前田洞の各一部により、同市羽根町として成立[2]。

## 世帯数と人口
2024年（令和6年）2月1日現在の世帯数と人口は以下の通りである。
| 町丁   | 世帯数 | 人口  |
| ------ | ------ | ----- |
| 羽根町 | 59世帯 | 146人 |

### 人口の変遷
国勢調査による人口の推移
| 1995年（平成7年）  | 163人 | [ 12 ] |  |
| 2000年（平成12年） | 178人 | [ 13 ] |  |
| 2005年（平成17年） | 194人 | [ 14 ] |  |
| 2010年（平成22年） | 145人 | [ 15 ] |  |
| 2015年（平成27年） | 126人 | [ 16 ] |  |
| 2020年（令和2年）  | 140人 | [ 17 ] |  |

### 世帯数の変遷
国勢調査による世帯数の推移。
| 1995年（平成7年）  | 49世帯 | [ 12 ] |  |
| 2000年（平成12年） | 52世帯 | [ 13 ] |  |
| 2005年（平成17年） | 56世帯 | [ 14 ] |  |
| 2010年（平成22年） | 54世帯 | [ 15 ] |  |
| 2015年（平成27年） | 48世帯 | [ 16 ] |  |
| 2020年（令和2年）  | 52世帯 | [ 17 ] |  |

## 交通

### 鉄道
町内に鉄道は走っていない。最寄り駅は愛知環状鉄道・愛知環状鉄道線瀬戸口駅になる。

### バス
瀬戸市コミュニティバス「本地線」
- 陶生病院 - 瀬戸口駅 - 愛知医大 系統が走っているが、町内にバス停はない。最寄りのバス停は、新田町バス停になる。

### 道路
町内に国道・県道は通っていない。

## 施設
- 菱野城址（史跡） ： 鎌倉時代初頭に山田重貞が構えた邸宅が始まりとされ、東西三十九間・南北五十三間の大きさであったといわれる[18]。
- 天中禅師生誕の里（碑文） ： 1746年（延享3年）にこの地に生まれ、14歳で出家した天中和尚の生誕地とされる[19]。現在は公園になっており、その一角にその生い立ちを記した碑文が建っている。

## その他

### 日本郵便
- 郵便番号 : 489-0949[6]（集配局：瀬戸郵便局[20]）。